# SintLucas
SintLucas is een Nederlandse vmbo- en mbovakschool in Eindhoven en Boxtel met opleidingen gericht op de creatief-technische sector. De school staat bekend als een  gerenommeerde instelling op dit gebied en trekt leerlingen en studenten aan uit heel Zuid-Nederland.

## Geschiedenis
De locatie in Boxtel bestaat al sinds 1948 en behoort tot de weinige middelbare beroepsopleidingen op het terrein van vormgeving en creatieve techniek. Sinds de fusie met de Eindhovense School in 2009 biedt de school ook een vmbo-opleiding aan, gevestigd in Eindhoven, in het gebouw van het voormalige Philips Natuurkundig Laboratorium (NatLab). De mbo-opleidingen zijn verspreid over de locaties Eindhoven en Boxtel.
SintLucas onderscheidt zich door zijn praktijkgerichte aanpak, nauwe samenwerking met toonaangevende bedrijven in de creatieve sector, en een sterke focus op innovatie. Veel afgestudeerden hebben succesvolle carrières opgebouwd als ontwerpers, technici en creatieven, en de school geniet brede erkenning binnen de creatieve industrie.

## Mbo-opleidingen
Er worden de volgende opleidingen geboden:
- Evenementenmanagement & mediaproductie
  - Media- en evenementenmanagement
- Digital Publishing
  - Allround Mediamaker
- Podium- en evenemententechniek
- Vormgeven, media & technologie
  - Audiovisuele Specialist
  - Creative technologies
  - Crossmedia vormgeving
  - Fotografie
  - Digital Design & Motion
  - Software development
- Bachelor (i.s.m. University of Northampton)
  - Visual Communication
  - Bachelor 3D Design
- Vormgeven & ambacht
  - Creatief vakman glas
  - Creatief vakman keramiek
  - Creatief vakman leer
  - Creatief vakman textiel
  - Decoratie- en restauratieschilder
- Ruimtelijk vormgeven (sector)
  - Ruimtelijk vormgeven Event
  - Ruimtelijk vormgeven Interieur
  - Ruimtelijk vormgeven Product
  - Ruimtelijk vormgeven Styling

## Bekende oud-studenten
- Loes van Delft - kunstenaar
- Michel den Dulk - ontwerper
- Mickey Yang - kunstenares
- Erik Kessels - reclamemaker
- Jack Poels - zanger en gitarist
- Jan Sonnemans - kunstenaar
- Joost Swinkels - Qmusicradio-dj (afgestudeerd 2017)[3]